# Rivarolo del Re ed Uniti
Rivarolo del Re ed Uniti é uma comuna italiana da região da Lombardia, província de Cremona, com cerca de 1.919 habitantes. Estende-se por uma área de 27 km², tendo uma densidade populacional de 71 hab/km². Faz fronteira com Casalmaggiore, Casteldidone, Rivarolo Mantovano (MN), Sabbioneta (MN), Spineda.

## Demografia
| Variação demográfica do município entre 1861 e 2011                               |
|                                                                                   |
| Fonte: Istituto Nazionale di Statistica (ISTAT) - Elaboração gráfica da Wikipedia |